# クロアチアの世界遺産
クロアチアの世界遺産（クロアチアのせかいいさん）はユネスコの世界遺産に登録されているクロアチア国内の文化・自然遺産の一覧。

## 文化遺産
- ドゥブロヴニク旧市街 - （1979年、1994年拡大）
- ディオクレティアヌス宮殿があるスプリトの歴史的建造物群 - （1979年）
- ポレッチ歴史地区にあるエウフラシウス聖堂の司教建造物群 - （1997年）
- 古都トロギル - （1997年）
- シベニクの聖ヤコブ大聖堂 - （2000年）
- スタリー・グラード平原 - （2008年）
- 中世墓碑ステチュツィの残る墓所群（ほか3か国と共有）- (2016年)
- 16世紀から17世紀のヴェネツィアの防衛施設群:スタート・ダ・テッラと西スタート・ダ・マール - （2017年）

## 自然遺産
- プリトヴィツェ湖群国立公園 - （1979年、2000年拡大）
- カルパティア山脈とヨーロッパ各地の古代及び原生ブナ林 - （2007年、2011年・2017年・2021年拡大、ほか17カ国と共有）

## 複合遺産
なし